# Massimo Cumbo
Massimo Cumbo (Roma, 4 luglio 1966) è un ex arbitro di calcio a 5 e dirigente arbitrale italiano, considerato tra i migliori direttori della sua generazione.

## Carriera
Arbitro dal 1987, ha diretto gare di calcio a 11 fino all'Eccellenza. Successivamente decide di passare al calcio a 5, debuttando in Serie A nel novembre 1992 nella gara Avezzano-Città di Palermo (4-3). Nominato internazionale nel 1996 ha esordito nell'incontro tra Russia e Brasile del Campionato Mondiale Universitario in Finlandia. Nella sua carriera ha diretto 206 gare in Serie A e 188 da internazionale. In Italia, ha diretto quattro volte la Finale del Campionato, una volta quella di Coppa Italia e due volte la finale di Supercoppa (nell'edizione 2006-2007 e nell'edizione 2007-2008). Nel corso della sua carriera ha vinto due premi "Presidenza AIA": nel 2000-2001 come arbitro C.A.N. 5 maggiormente distintosi e nel 2008-2009 come arbitro iscritto nell'elenco FIFA maggiormente distintosi.
In ambito internazionale, tra le prime esperienze spicca la direzione di due finali di Coppa Intercontinentale, nell'edizione 2000 e 2001 a Mosca, successivamente ha preso parte anche all'edizione 2007 a Portimão e all'edizione 2008 a Granada.. Ha arbitrato le finali della UEFA Futsal Cup 2001-02, il 3 maggio 2003 la finale della Coppa UEFA 2002-03 tra Playas de Castellón Fútbol Sala e Action 21 Charleroi, le finali delle edizioni Coppa UEFA 2002-03 e Coppa UEFA 2003-04, il 23 aprile 2005 la finale della Coppa UEFA 2004-05 tra Action 21 Charleroi e MFK Dinamo Mosca, il 7 maggio 2006 la finale della Coppa UEFA 2005-06 tra MFK Dinamo Mosca e Boomerang Interviú, il 28 aprile 2007 la finale della Coppa UEFA 2006-07 tra MFK Dinamo Mosca e Boomerang Interviú, il 27 aprile 2008 la finale della Coppa UEFA 2007-08 tra MFK Viz-Sinara Ekaterinburg e ElPozo Murcia Turística e il 27 aprile 2009 la finale della Coppa UEFA 2008-09 tra MFK Viz-Sinara Ekaterinburg e Inter Fútbol Sala.
Ha partecipato allo UEFA Futsal Championship quattro volte (2003, 2005, 2007, 2010) dirigendo la finale in due occasioni: il 20 febbraio 2005 la finale dell'edizione 2005 tra Spagna e Russia a Ostrava e il 30 gennaio 2010 la finale dell'edizione 2010 tra Portogallo e Spagna a Debrecen.
Il 5 dicembre 2004 ha diretto la finale per il terzo posto tra Brasile e Argentina al FIFA Futsal World Championship 2004 a Taipei, dove l'Italia giocava la finalissima; è stato convocato anche per l'edizione 2008 della manifestazione, disputata in Brasile, dove dirige la gara di apertura tra Brasile e Giappone.
A luglio 2010 è stato nominato responsabile della C.A.N. 5, incarico terminato a giugno 2016. Da luglio dello stesso anno svolge le funzioni di vice responsabile del Servizio ispettivo nazionale dell'AIA. Da ottobre 2016 è Responsabile del Servizio ispettivo nazionale dell'AIA.